# Château Muscettola
Le château Muscettola est un château médiéval situé au centre historique de la commune de Leporano, province de Tarente dans les Pouilles,.
Il fut pendant des siècles un symbole du pouvoir féodal de nombreuses familles nobles.

## Historique
Le noyau d'origine du château remonte aux XIIe et XIIIe siècles et est constitué de la base du donjon, sur laquelle se trouvait à l'époque une tour de guet souabe. 
Le nouveau donjon fut ensuite construit à la fin du règne  de la Maison d'Anjou-Sicile entre la fin du XIVe et le début du XVe siècle. À cette époque, le château appartenait aux familles Bellotto puis Antoglietta. 
Au XVIe siècle, les murailles furent élevées tandis qu'au siècle suivant, la transition d'une fortification défensive à un palais résidentiel eut lieu. C'est ainsi qu'une petite église et une terrasse d'observation furent construites. À partir de 1617, le bâtiment passa entre les mains des princes Muscettol de Naples, dont il tira plus tard son nom. La famille Muscettola posséda le fief Leporano jusqu'au milieu du XIXe siècle.